# Gò Wanda

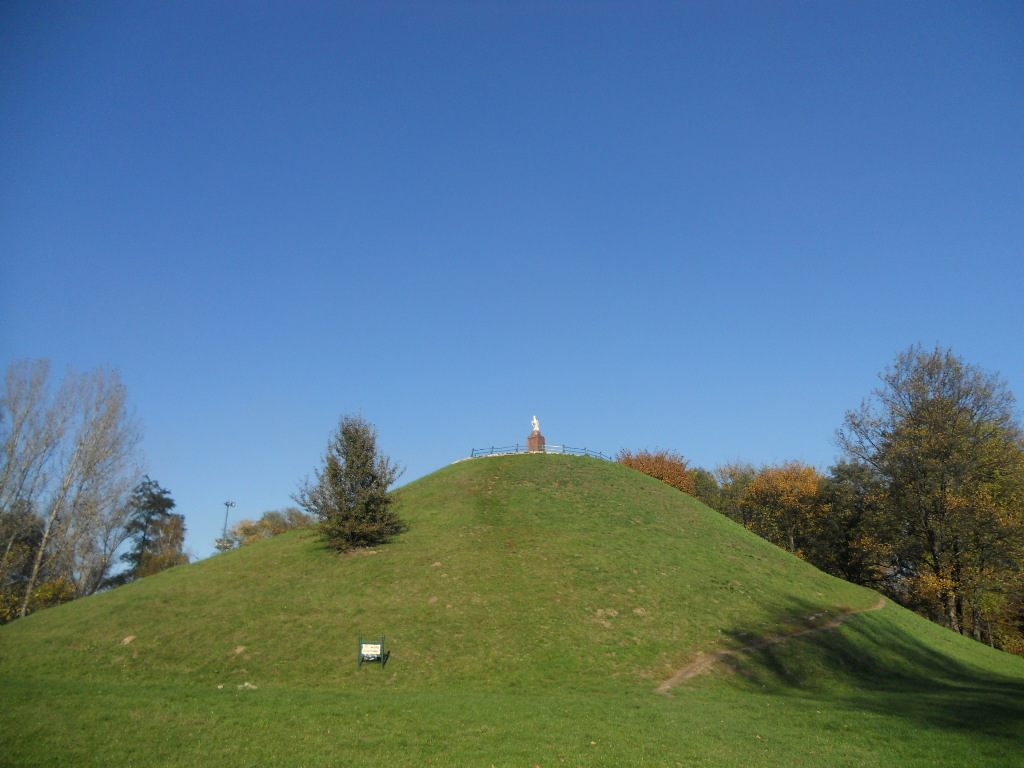
Wanda Mound

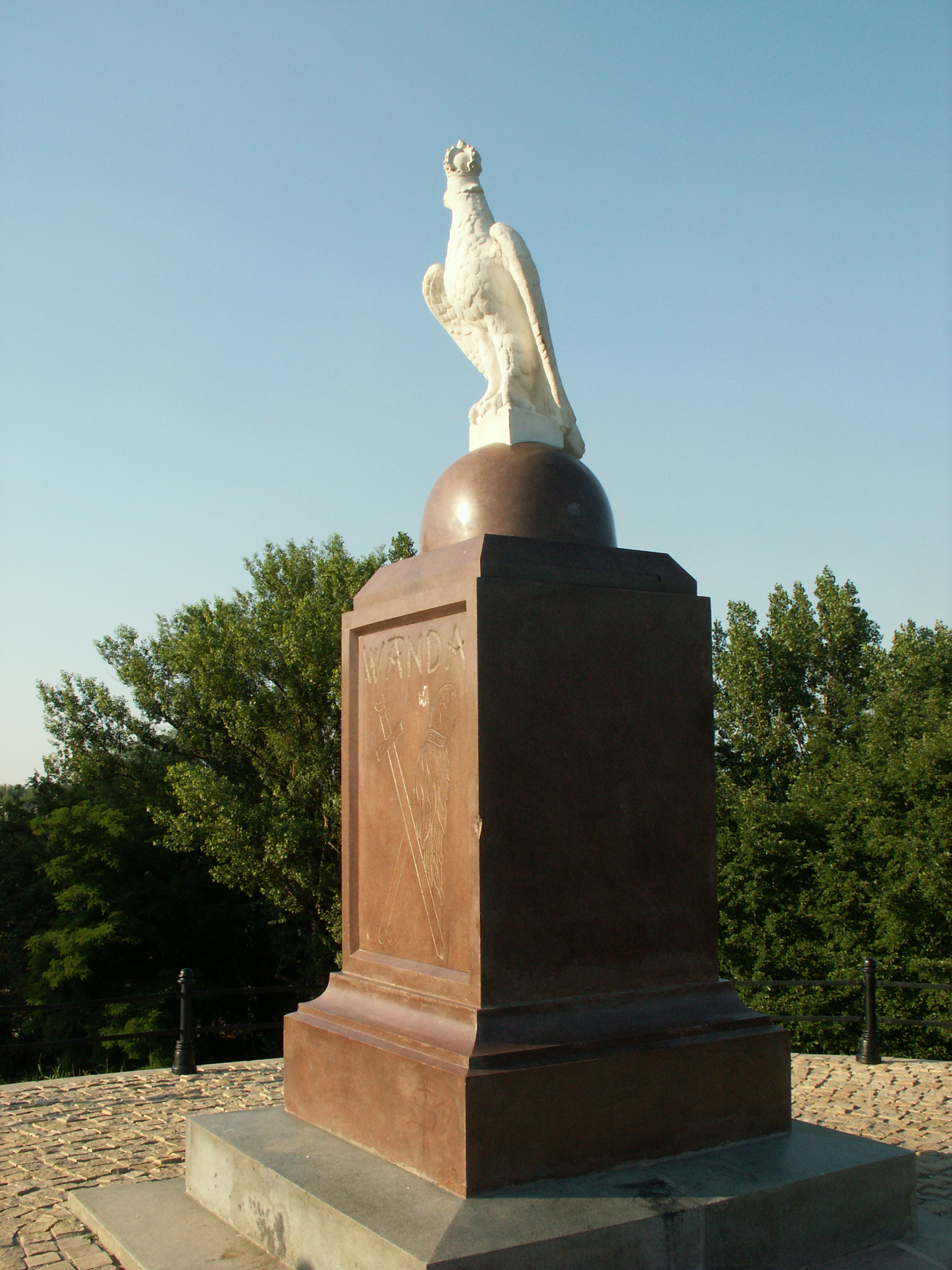
Tượng đài trên gò đất

Gò Wanda (tiếng Ba Lan: Kopiec Wandy) là một tumulus nằm ở Mogiła (từ năm 1949, một khu phố của quận Nowa Huta) ở Kraków, Ba Lan. Gò được cho là nơi an nghỉ của công chúa huyền thoại Wanda. Theo một phiên bản của câu chuyện, cô đã tự sát bằng cách chết đuối dưới sông Vistula để tránh cuộc hôn nhân không mong muốn với một người Đức. Gò nằm gần vị trí trên bờ sông nơi tìm thấy xác cô. Các nghiên cứu khảo cổ học, được thực hiện tại chỗ vào năm 1913 và giữa năm 1960, không cung cấp bất kỳ bằng chứng thuyết phục nào về tuổi và mục đích của gò đất.
Các thông số của gò, đường kính khoảng 50 mét (164 ft), nằm ở vị trí 238 mét (781 ft) so với mực nước biển và chiều cao của nó là 14 mét (46 ft). Không giống như ba gò đất khác ở Kraków, gò này không nằm trên một ngọn đồi tự nhiên.
Bản ghi đầu tiên của gò đất xuất phát từ thế kỷ 13. Trong vòng một dặm tính từ địa điểm gò vào năm 1225, một tu viện được xây dựng bởi giám mục Kraków, Iwo Odrowąż, được gọi là Tu viện Mogiła, vẫn còn hoạt động cho đến ngày nay. Năm 1860, nó trở thành một phần của công sự Áo-Hung, chỉ bị kéo xuống trong những năm 1968-1970. Vào năm 1890, một tượng đài do Jan Matejko thiết kế đã được dựng lên trên đỉnh: hình ảnh một con đại bàng trên một chân cột được trang trí với một bức phù điêu của một thanh kiếm và một distaff, và dòng chữ 'Wanda'.